# سيدي شيكر
سيدي شيكر، هي جماعة قروية تابعة لإقليم اليوسفية ضمن جهة دكالة عبدة بالمغرب. بلغ مجموع عدد سكان سيدي شيكر حسب إحصاءات 2004  حوالي 18709 نسمة  يعيشون في 2448 أسرة.